# Grammy Award for bedste rocksang
Grammy for bedste rocksang (Best Rock Song) er en amerikansk pris der uddeles af Recording Academy for årets bedste rock-sang. Prisen gives til komponist(er) og tekstforfatter(e). Prisen har været uddelt siden 1992.

## Vindere
- 2008: Bruce Springsteen for Radio Nowhere
- 2007: Red Hot Chili Peppers for Dani California
- 2006: Bono, Adam Clayton, The Edge & Larry Mullen for City of Blinding Lights indspillet af U2
- 2005: Bono, Adam Clayton, The Edge & Larry Mullen for Vertigo indspillet af U2
- 2004: Jack White for Seven Nation Army indspillet af The White Stripes
- 2003: Bruce Springsteen for The Rising
- 2002: Charlie Colin, Rob Hotchkiss, Pat Monahan, Jimmy Stafford & Scott Underwood for Drops of Jupiter indspillet af Train
- 2001: Scott Stapp & Mark Tremonti for With Arms Wide Open indspillet af Creed
- 2000: Flea, John Frusciante, Anthony Kiedis & Chad Smith for Scar Tissue indspillet af Red Hot Chili Peppers

- 1999: Alanis Morissette for Uninvited
- 1998: Jakob Dylan for One Headlight indspillet af The Wallflowers
- 1997: Tracy Chapman for Give Me One Reason
- 1996: Glen Ballard & Alanis Morissette for You Oughta Know indspillet af Alanis Morissette
- 1995: Bruce Springsteen for Streets of Philadelphia
- 1994: Dave Pirner for Runaway Train indspillet af Soul Asylum
- 1993: Eric Clapton & Jim Gordon for Layla indspillet af Eric Clapton
- 1992: Sting for Soul Cages